# 篠田剛
篠田 剛（しのだ つよし、1967年1月28日 - ）は、日本の舞台俳優。演劇集団キャラメルボックス所属。岐阜県出身。身長171cm、血液型はO型。
同朋大学文学部卒業後、劇団ラッキーキャッツを経て1993年演劇集団キャラメルボックスに入団。妻は同劇団の中村恵子。
メディカルケアサービス東海
愛の家岐阜正法寺ホーム長
愛の家たけはなホーム長　

## 出演

### 舞台

#### 演劇集団キャラメルボックス
- 『キャンドルは燃えているか』(1993年、尼崎警部)
- 『俺たちは志士じゃない』(1994年、桑畑アレクサンドル／吉川堅物)
- 『ブリザード・ミュージック』(1994年11月〜1995年1月・2001年、清一郎)
- 『ハックルベリーにさよならを』(1996年・2008年、父さん)
- 『ブラック・フラッグ・ブルーズ』(1997年・2004年、神林)
- 『銀河旋律』(1999年・2002年、ヤマノウエ)
- 『TRUTH』(1999年・2005年、山岡／月真)
- 『MIRAGE』(2000年、山形) - 公演初日のゲネプロで激しく転倒して左鎖骨を骨折、三角巾で腕を吊ったまま出演
- 『風を継ぐ者』(2001年、三鷹銀太夫)
- 『賢治島探検記』(2002年)
- 『彗星はいつも一人』(2003年、ナオの夫／柳生先輩)
- 『雨と夢のあとに』(2006年、洋平／康彦)

#### 客演
- 『CRYSTAL EVE』(2007年、PEOPLE PURPLE) - 開発部の所長

### 映画
- ガメラ3 邪神覚醒（1999年、東宝）